# LeGarrette Blount
LeGarrette Montez Blount (* 5. Dezember 1986 in Madison, Florida) ist ein ehemaliger US-amerikanischer American-Football-Spieler auf der Position des Runningbacks. Er spielte in der National Football League (NFL) für die Tampa Bay Buccaneers, die New England Patriots, die Pittsburgh Steelers, die Philadelphia Eagles und die Detroit Lions. Mit den Patriots gewann Blount den Super Bowl XLIX und den Super Bowl LI. Nach seinem Wechsel von New England nach Philadelphia gewann er mit den Eagles den Super Bowl LII gegen die Patriots.

## Karriere

### College
Blount spielte seinen ersten beiden Jahre im College Football für das East Mississippi Community College und erzielte jeweils mehr als 1.000 Yards im Laufspiel. Nach der Saison 2007 wechselte er an die University of Oregon, wo er in seiner ersten Saison 1.002 Yards erlief und mit 17 Touchdowns einen neuen Universitätsrekord aufstellte.
Nachdem die Oregon Ducks das erste Spiel der Saison 2009 mit 8:19 gegen Boise State verloren hatten, schlug Blount einen Gegenspieler nieder und wurde für den Rest der Saison gesperrt.
Nach acht Spielen wurde diese Sperre wieder aufgehoben und Blount durfte wieder für die Oregon Ducks spielen. Da sein Nachfolger, LaMichael James, in der Zwischenzeit jedoch gute Leistungen zeigte, kam er kaum noch zum Einsatz.

### NFL

#### Tennessee Titans
Im NFL Draft 2010 wurde Blount von keinem Team ausgewählt. Er unterschrieb nach dem Draft einen Vertrag bei den Tennessee Titans, wurde aber schon vor Beginn der Regular Season wieder entlassen.

#### Tampa Bay Buccaneers
Zwei Tage später wurde Blount von den Tampa Bay Buccaneers unter Vertrag genommen.
Er erzielte für die Buccaneers in drei Jahren 1.939 Yards im Laufspiel und 13 Touchdowns.

#### New England Patriots
Nach der Saison 2012 wurde er zu den New England Patriots für den Runningback Jeffery Demps und ein Draftrecht in der siebten Runde des NFL Drafts 2013 getauscht.
Am 11. Januar 2014 stellte Blount mit vier Touchdowns beim 43:22-Sieg im Play-off-Spiel gegen die Indianapolis Colts einen neuen Franchiserekord für die Patriots auf. In der NFL erzielte nur Ricky Watters in einem Play-off-Spiel für die San Francisco 49ers mehr Touchdowns – fünf gegen die New York Giants in der Saison 1993.

#### Pittsburgh Steelers
Nach der Saison unterschrieb Blount am 27. April 2014 einen Zweijahresvertrag über 3,85 Millionen US-Dollar bei den Pittsburgh Steelers. Nach dem Spiel gegen die Tennessee Titans wurde er von den Steelers am 18. November 2014 schon wieder entlassen.

#### New England Patriots

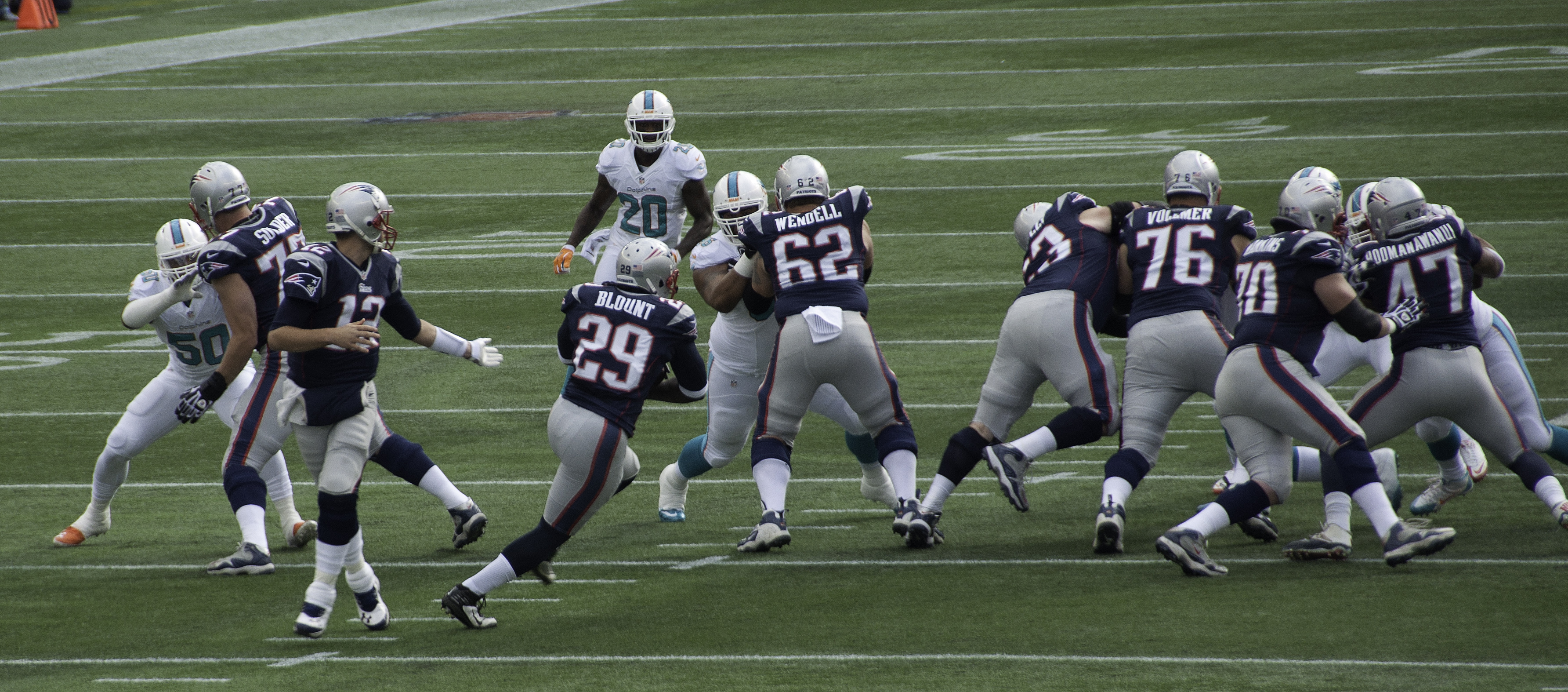
LeGarrette Blount (29) im Laufspiel nach einem Handoff von Tom Brady

Bereits am 20. November 2014 nahmen ihn die Patriots wieder unter Vertrag. Im AFC Championship Game der Saison 2014 erzielte Blount – wieder gegen die Indianapolis Colts – drei Touchdowns und stellte mit seinem siebten Touchdown in den Play-offs für die Patriots einen erneuten Franchiserekord auf.

#### Philadelphia Eagles
Am 17. Mai 2017 unterschrieb Blount einen Einjahresvertrag bei den Philadelphia Eagles.

#### Detroit Lions
Am 16. März 2018 unterschrieb Blount einen mit zwei Millionen US-Dollar dotierten Einjahresvertrag bei den Detroit Lions.